# Odynerus lugubris
Odynerus lugubris är en stekelart som beskrevs av Meade-waldo. Odynerus lugubris ingår i släktet lergetingar, och familjen Eumenidae. Inga underarter finns listade i Catalogue of Life.